# Ischnothelidae
Ischnothelidae zijn een familie van spinnen. De familie telt 5 beschreven geslachten.

## Geslachten
- Andethele Coyle, 1995
- Indothele Coyle, 1995
- Ischnothele Ausserer, 1875
- Lathrothele Benoit, 1965
- Thelechoris Karsch, 1881